# Greg Baker (taekwondo)
Greg Baker es un deportista estadounidense que compitió en taekwondo. Ganó una medalla de plata en el Campeonato Panamericano de Taekwondo de 1982 en la categoría de –60 kg.

## Palmarés internacional
| Campeonato Panamericano | Campeonato Panamericano | Campeonato Panamericano | Campeonato Panamericano |
| Año                     | Lugar                   | Medalla                 | Categoría               |
| ----------------------- | ----------------------- | ----------------------- | ----------------------- |
| 1982                    | Ponce (Puerto Rico)     | Medalla de plata        | –60 kg                  |